# Óvulo (botánica)

Esquema de un óvulo en gimnospermas y angiospermas.

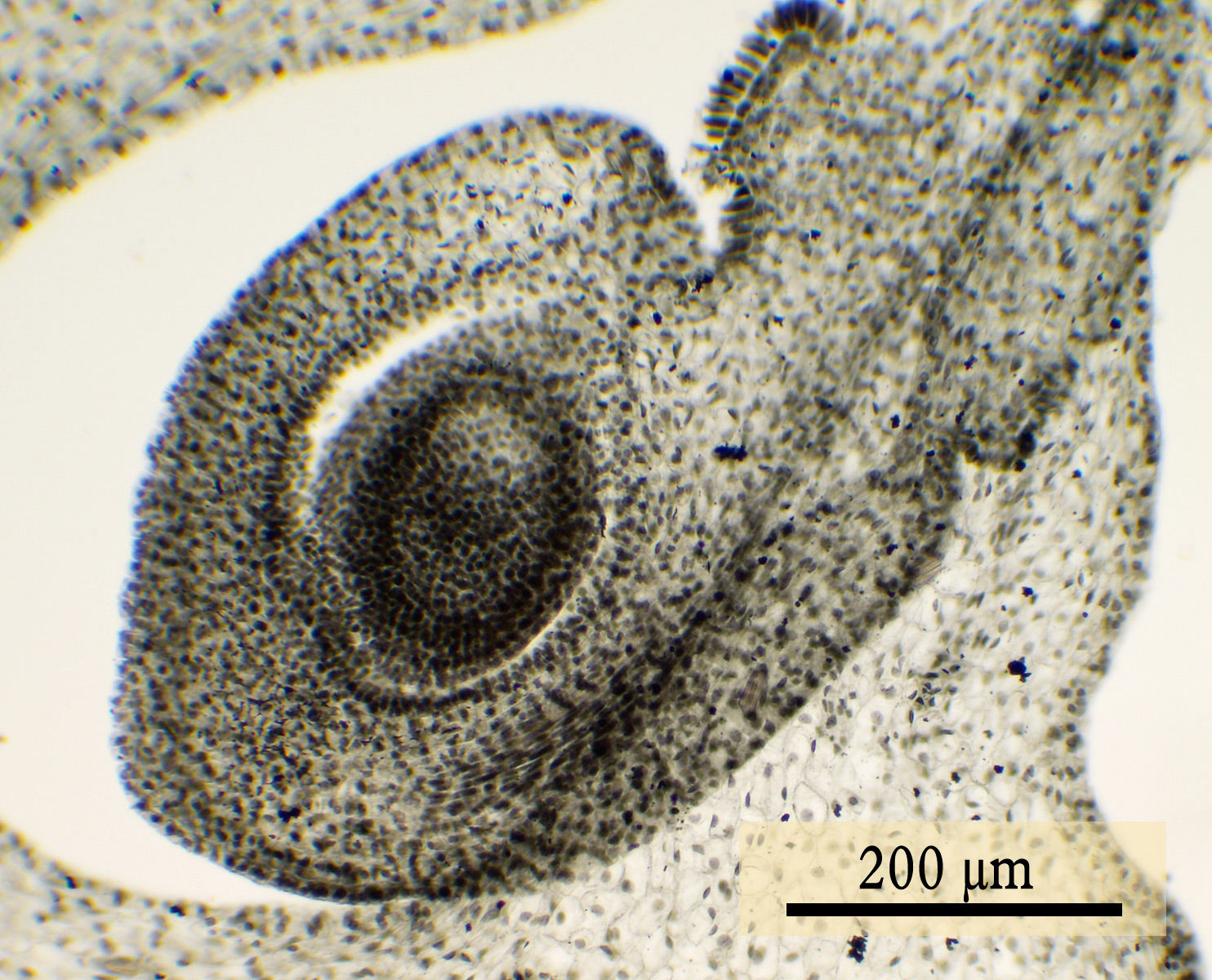
Fotomicrografía de un óvulo de una monocotiledónea.

El rudimento seminal, también llamado óvulo, es la célula reproductiva de la planta que se forma en el ovario y que contiene en el saco embrionario a la oosfera (o gameto femenino), las células sinérgidas, las células polares y las células antípodas. Además se encuentra la nucela, usualmente dos tegumentos (exterior o primina, e interior o secundina), la calaza y un funículo que lo conecta con la placenta.

## Tipos de óvulo
- Ortótropo (también denominado átropo o recto), es el óvulo en el cual el funículo, la chalaza y el micrópilo se hallan en la misma línea.
- Anátropo: óvulo que tiene el micrópilo próximo al funículo, y la calaza del lado opuesto. El funículo está soldado al tegumento formando un engrosamiento alargado llamado rafe, el micrópilo está junto al funículo pero la chalaza está del lado opuesto.
- Hemianátropo: o hemítropo. Es un término medio entre el anátropo y el ortótropo, donde el eje del micrópilo y la calaza quedan en sentido perpendicular al del funículo, es decir, forman un ángulo recto con este.
- Campilótropo: o encorvado, es un óvulo curvado en forma tal que la chalaza se halla próxima al funículo.
- Anfítropo: con forma de herradura de caballo. La curvatura también afecta a la nucela, no únicamente la posición del micrópilo respecto al funículo.
- Circinótropo: inicialmente está alineado, pero, debido al crecimiento unilateral, se convierte en anátropo, y posteriormente, conforme termina su desarrollo, el micrópilo nuevamente aparece arriba. Común en la familia Cactaceae.